# Johnny MacKenzie
John Archibald „Johnny“ MacKenzie (* 4. September 1925 in Dennistoun; † 5. Juli 2017 in Tiree) war ein schottischer Fußballspieler. Als Rechtsaußen war er in den 1950er-Jahren als Spieler des schottischen Erstligisten Partick Thistle bekannt und erreichte mit dem Klub dreimal das Finale im Ligapokal. Darüber hinaus war er Teil des schottischen Kaders der WM-Endrunde 1954 in der Schweiz und kam dort in beiden Gruppenspielen zum Einsatz.

## Sportlicher Werdegang
MacKenzie schloss sich im Oktober 1944 noch während der Spielpause aufgrund des Zweiten Weltkriegs dem Erstligisten Partick Thistle an, vor allem auch als Ersatz für die zahlreichen Spieler des Vereins, die als Soldat in der British Army dienten; zuvor hatte er für den FC Petershill gespielt. Bevor er nach dem Ende des Kampfhandlungen bei den „Jags“ zu einem Einsatz kommen konnte, bestritt er in der Saison 1947/48 für den englischen Drittligisten Bournemouth & Boscombe 38 Meisterschaftsspiele, schoss dabei neun Tore und verhalf dem Klub zur Vizemeisterschaft. Hintergrund für sein Engagement in England war, dass er im nahegelegenen Dorset in der Schottischen Garde stationiert war. Nach seiner Rückkehr nach Schottland entwickelte er sich bei Partick Thistle zum Stammspieler in den 1950er-Jahren. Zwar zählte Schnelligkeit auf seiner Rechtsaußenposition nicht zu den Stärken, aber mit einer guten Ballbehandlung und technischen Fertigkeiten trickste der „Firhill Flyer“ die Gegenspieler oft aus. Mit seinen beständigen Leistungen erarbeitete er sich im Jahr Nominierungen für die schottischen Nationalmannschaft und debütierte am 4. November 1953 gegen Wales (3:3). Es folgte im dritten Länderspiel am 19. Mai 1954 gegen Norwegen (1:1) sein erstes (und einziges) Tor für die „Bravehearts“. Kurz darauf war er Teil des schottischen Kaders für die WM-Endrunde 1954 in der Schweiz. Dort kam er auch in beiden Gruppenspielen zum Einsatz, wobei nach der 0:1-Niederlage gegen Österreich vor allem die zweite Partie mit einem 0:7 gegen Uruguay katastrophal endete.
Gleich dreimal zog MacKenzie mit Partick Thistle ins Finale des Ligapokals ein. Dort verloren sie jeweils aber gegen den FC East Fife (2:3, 1953/54), Celtic Glasgow (0:3 im Wiederholungsspiel, 1956/57) und Heart of Midlothian (1:5, 1958/59) und MacKenzie war in allen vier Finalpartien dabei. Nach einer kurzen Stippvisite beim FC Fulham im Jahr 1958, die für ihn jedoch ohne Pflichtspieleinsatz endete, kehrte MacKenzie zu seinem Ex-Verein zurück, bevor er ab 1960 zunächst beim schottischen Zweitligisten FC Dumbarton und danach in der höchsten nordirischen Spielklasse bei Derry City die aktive Laufbahn ausklingen ließ. Hier gewann er vor dem Ende seiner aktiven Karriere im Jahr 1965 die nordirische Meisterschaft. Im Jahr 1967 schloss er sich dem Trainerstab von Third Lanark an; dieses Engagement endete noch im selben Jahr, da sich der Verein auflöste. Er verstarb im Alter von 91 Jahren im Juli 2017 auf den Inneren Hebriden.

## Titel/Auszeichnungen
- Nordirische Meisterschaft (1): 1964/65
- Glasgow Cup (3): 1950/51, 1952/53, 1954/55